# Туркестан
Туркестан, понекад навођен и као Туркистан (дословно „Земља Турака“ на персијском), је у азијској историји означавао области централне Азије између Сибира на северу; Тибета, савременог Пакистана, Авганистана и Ирана на југу; пустиње Гоби на истоку те Каспијског језера на западу. Тај се израз често користи у многим турским и персијским сагама, од којих га потоњи описују као део Турана. На том подручју живе туркијски народи који потичу од огушких Турака: Туркмени, Узбеци, Казаси, Хазари, Киргизи и Ујгури, а одатле су се разна туркијска племена одселила у друга подручја Евроазије, укључујући Турску, Азербејџан, Татарстан и Крим. Таџици и Руси данас чине најзначајније нетуркијске мањине на том подручју.
Туркестан се традиционално дели на Западни Туркестан, што укључује некадашњи Руски Туркестан и тзв. Авгански Туркестан, те Источни Туркестан, који одговара територији данашње аутономне области Синкјанг у Кини. Као граница два Туркестана се најчешће наводе горја Тјен Шан и Памир.